# 8時の空
『8時の空』（はちじのそら）は、1972年4月3日から1980年9月26日までTBS系列局で放送されていたTBS制作の朝の情報番組である。放送時間は毎週月曜 - 金曜 8:00 - 8:10（JST）。

## 放送開始までのいきさつ
TBSは1971年4月5日、朝の時間帯に大型ワイド番組『モーニングジャンボ』をスタートさせたが、視聴率の不振から1972年4月3日放送分からは7時台の『モーニングジャンボJNNニュースショー』と、8時30分からの『モーニングジャンボ奥さま8時半です』に分割。さらに、12時台に放送されていた『ポーラテレビ小説』を両番組の間の時間帯である8時から再放送することで対処したが、午前8時20分からの10分間が空白となってしまった。
その空白を埋めるべく制作されたのがこの番組である。当初、TBSはオーソドックスな天気予報番組を考えていたが、ビルの屋上に無人のリモートコントロールカメラを設置し、全国各地の生の映像を中継しようという考えが系列局との間で持ち上がり、これによって主要都市に本社を構えるJNN加盟局が著名なポイントにカメラを設置するようになった。その結果、日本各地をお天気カメラを使って伝えるというシンプルな内容でスタートした。

## 出演者
- あかはゆき
- 森ミドリ
- 田中星児
- 水越けいこ
- 兵藤まこ

## ビューティフル・サンデー
その後、出演者の田中星児が歌う「今月の歌」のコーナーが設けられ、ダニエル・ブーンが歌った「ビューティフル・サンデー」のカバーバージョンが起用されるや瞬く間にヒット。これによって番組自体の知名度がアップし、後に田中とブーンの共演が実現した。

## ネット局
『モーニングジャンボ』前半枠のみの流れで開始とともにネットしていた局が殆どだが、ローカル番組を編成した関係で途中からネット開始した局もあった。
- 東京放送（制作局、現・TBSテレビ）
- 北海道放送
- 青森テレビ
- 秋田放送（1979年3月5日にネット開始）
- 岩手放送（現・IBC岩手放送、1976年4月5日にネット開始）
- 東北放送
- 福島テレビ
- 新潟放送
- 信越放送（『オンエア8:00』の終了から3日後の1976年4月5日にネット開始）
- テレビ山梨
- 静岡放送
- 中部日本放送（現・CBCテレビ）
- 北陸放送
- 朝日放送（1975年3月28日まで、腸捻転解消によるネット離脱で打ち切り） → 毎日放送（1975年3月31日から終了まで、上記理由によるネット加入により放送開始）
- 山陰放送
- 山陽放送（現・RSK山陽放送）
- 南海放送
- テレビ高知
- 中国放送
- テレビ山口
- RKB毎日放送
- 長崎放送
- 熊本放送
- 大分放送
- 宮崎放送
- 南日本放送
- 琉球放送（アニメの再放送枠の終了から3日後、岩手放送と信越放送と同じ日にネット開始）